# Brzostrelka
Brzostrelka, tudi hitrostrelka, je podskupina ročnega strelnega orožja, ki je prenosno, avtomatsko in namenjeno za bojevanje iz bližine. Zaradi dolžine cevi je brzostrelka vmesna podskupina med kratkocevnim in dolgocevnim orožjem. Osnovna razlika med brzostrelkami in jurišnimi puškami je v tem, da brzostrelke uporabljajo pištolsko strelivo. Uporaba tega streliva in krajša cev jim zmanjša domet, tako da je njihovo delovanje učinkovito in smiselno na razdaljah približno do 100 m (nekatere imajo uporabni domet do 200 m).
Prve brzostrelke so se pojavile v času prve svetovne vojne, ko so vojaki za bojevanje v jarkih potrebovali kompaktno orožje z veliko hitrostjo streljanja na kratkih razdaljah. Priljubljene so bile tudi v času druge svetovne vojne, saj so bile idealne za pogoste boje v naseljenih področjih.
Zaradi iznajdbe jurišne puške ter  zaradi omejene prebojnosti, ki jo nudi strelivo za pištole, je uporaba brzostrelk kmalu po vojni začela upadati, po uvedbi lažjih puškovnih nabojev (kot je npr. 5,56×45 NATO) pa je njihova uporaba v vojaških krogih praktično zamrla. Predvsem v vojski so na veljavi pridobile karabinke, ki so skrajšane verzije jurišnih pušk, vendar uporabljajo puškovno strelivo.
Brzostrelke se še vedno uporabljajo za naloge, kjer je zahtevana kompaktnost (zaradi omejenega prostora ali možnosti prikritega nošenja), nižja prebojnost in možnost dušenja poka. Zaradi slednjih lastnosti se precej uporabljajo predvsem za policijske in varnostne naloge.
Glede na uporabo se brzostrelke delijo na enoročne (Uzi, Ingram) in dvoročne (MP-5, Model 61 škorpijon) Enoročne so tako bolj podobne avtomatskim pištolam, dvoročne pa jurišnim puškam.